# Bajo Đuranović
Bajo Đuranović (Poglavica kod Danilovgrada, 19. maj 1920 — 1986) bio je crnogorski i jugoslovenski pravnik, revolucionar, komunista, partizan, vojno lice i general-major JNA.

## Biografija
Rođen je 19. maja 1920. godine u selu Podglavica kod Danilovgrada u porodici Jovana Đuranovića. U Podgorici je završio gimnaziju, a studirao je na Pravnom fakultetu Univerziteta u Beogradu. Član SKOJ-a je od 1938. godine, kandidovan je za člana KPJ u februaru, a član je postao u avgustu 1941. godine. Bio je aktivista u studentskom pokretu.
Učesnik je Trinaestojulskog ustanka i Pljevaljske bitke. Na dan formiranja 1. proleterske brigade je borac, a potom politički delegat voda, član brigadnog komiteta SKOJ-a i zamjenik komesara čete. Po završetku partijskog kursa pri CK KPJ raspoređen je u 3. krajišku brigadu. Član je politodjela brigade od decembra 1943. godine do septembra 1944. godine. Partijski instruktor CK KPJ u diviziji u periodu mart-april 1944. godine. Politički komesar 1. PA puka VŠ u Beogradu bio je od novembra 1944. godine do kraja marta 1945. godine.
Politički komesar 2. PA brigade Ministarstva narodne odbrane bio je u periodu mart-maj 1945. godine. Poslije rata obavljao je više dužnosti, bio je politički komesar divizije, predsjednik Vojnog suda, vojni tužilac JNA i dr. Aktivna služba u JNA prestala mu je 1976. godine. Preminuo je 1986. godine.

## Spoljašnje veze
- FORUM BIVŠIH PRIPADNIKA NEKADAŠNJE JNA
- Generali JNA, Generali Vojske JugoslaviJe, Generali Vojske Kraljevine JugoslaviJe, Generali Vojske Kraljevine SrbiJe
- CRNOGORSKA VOJNA ELITA U JNA 1943-1992[мртва веза]